# Monte Raoul Blanchard
El Mont-Raoul Blanchard es, con 1181 metros de altura (1166 según la The Canadian Encyclopedia) el pico más alto de los montes Laurentinos, en el denominado Escudo Canadiense, Canadá. Se encuentra a 64 km al noreste de la ciudad de Quebec y 19 km al norte de Saint-Tite-des-Caps.

## Características
El monte lleva el nombre del geógrafo francés Raoul Blanchard (1877-1965), un especialista no solo en los Alpes, sino también de la geografía de Quebec. Para rendirle homenaje, la Commission de géographie designó con este nombre al monte en 1971. 
Esta montaña se encuentra en tierras privadas del Séminaire de Québec, por lo que es inaccesible el acceso sin su permiso.